# Comuna Ciumakî, Dnipro
Ciumakî (în ucraineană Чумаки) este o comună în raionul Dnipro, regiunea Dnipropetrovsk, Ucraina, formată din satele Ciumakî (reședința), Maiivka și Vînohradne.

## Demografie
Componența lingvistică a satului Ciumakî
     Ucraineană (90,11%)
     Rusă (9,15%)
     Alte limbi (0,23%)
Conform recensământului din 2001, majoritatea populației satului Ciumakî era vorbitoare de ucraineană (90,11%), existând în minoritate și vorbitori de rusă (9,15%).